# Церква Різдва Пресвятої Богородиці (Голошинці)
Церква Різдва Пресвятої Богородиці в Голощинцях — парафія і храм греко-католицької громади Підволочиського деканату Тернопільсько-Зборівської архієпархії Української греко-католицької церкви в селі Голошинці Тернопільського району Тернопільської области.

## Історія церкви
Мешканці села Голошинці, які сповідували греко-католицизм, належали до парафії села Козярі. Ця парафія була дочірньою від основної в Новому Селі. Померлих із Голошинець ховали на парафіяльному цвинтарі в Козярах. У 1892 році польський землевласник Малаховський із Кошляк звів у Голошинцях капличку для римо-католиків, де римо-католицький священник із Кошляк проводив Службу Божу три-чотири рази на рік.
У 1930 році для української громади виділили землю під окремий цвинтар. Присутність римо-католицької каплиці викликала невдоволення серед свідомих українських селян. За кілька років до початку Другої світової війни в селі створили церковний комітет, який придбав ділянку біля дороги та підготував каміння для фундаменту майбутньої «гуцульської церковці». На жаль, війна завадила цим планам. Після виселення поляків у 1944–1946 роках каплиця не використовувалася.
У 1989 році в приміщенні колишньої римо-католицької каплиці відкрили храм УАПЦ. Однак уже в першій половині 1990 року громада села перейшла до УГКЦ, і відтоді каплиця, перейменована на храм Різдва Пресвятої Богородиці, належить УГКЦ.
При парафії діє Вівтарна дружина. Крім того, з 25 серпня 2013 року тут започатковано рух «За тверезість життя».

## Парохи
- о. Зиновій Гончарик (8 квітня 1990—2001),
- о. Володимир Івашків (1995—2001),
- о. Микола Квич (2001—2004),
- о. Олег Іщук (з 2004).